# Бостар
Бостар — карфагенский комендант в Сардинии в III веке до н. э.

## Биография
Бостар был карфагенским комендантом в Сардинии. Вскоре после окончания Первой Пунической войны, в Африке в 240 году до н. э. против Карфагена вспыхнуло масштабное выступление не получивших своё жалование наёмников и угнетаемых ливийцев. В следующем году теснимый мятежниками под предводительством Автарита и Спендия командующий пунийцев Гамилькар Барка был вынужден обратиться за помощью к нумидийскому вождю Наравасу, первоначально поддерживавшему восставших. По мнению С. Ланселя, видимо, в это же время находившиеся в Сардинии наёмники, узнав о первых успехах собратьев по оружию в Ливии, также выступили против своих нанимателей. Бостар вместе с другим карфагенянами был загнан в акрополь, где все они были убиты взбунтовавшимися воинами. Точное название этого места в исторических источниках не сообщается. Для подавления восстания карфагенское правительство направило Ганнона с новой армией, миссия которого также окончилась неудачей.